# Hayao Kawabe
Hayao Kawabe (川辺駿?, Kawabe Hayao; Hiroshima, 8 settembre 1995) è un calciatore giapponese, centrocampista del Sanfrecce Hiroshima e della nazionale giapponese.

## Carriera

### Club
Prodotto del vivaio del Sanfrecce Hiroshima, esordisce in prima squadra nel 2013. Malgrado il potenziale, è scarsamente utilizzato dall'allenatore Hajime Moriyasu. Nel 2015 passa in prestito per tre stagioni al Júbilo Iwata, dove è stabilmente impiegato come titolare e contribuisce alla promozione in J1 League.
Dopo aver raccolto 91 presenze e 9 reti in campionato con la maglia dei bianco-azzurri, nel gennaio del 2018 fa ritorno al Sanfrecce Hiroshima.
L'8 luglio 2021 viene acquistato dagli svizzeri del Grasshoppers.
Il 4 gennaio 2022 viene acquistato dal Wolverhampton Sedici giorni dopo viene annunciato il suo ritorno al Grasshoppers con la formula del prestito sino al 30 giugno 2023.
A fine prestito fa ritorno agli wolves, che il 7 luglio 2023 lo cedono a titolo definitivo allo Standard Liegi.

### Nazionale
Ha giocato nella nazionale giapponese Under-17.
Convocato per la prima volta in nazionale maggiore nel 2021, fai il proprio debutto il 25 marzo durante un'amichevole contro il Corea del Sud. Il 7 giugno seguente, invece, mette a segno il suo primo gol in nazionale contro il Tagikistan.

## Statistiche

### Presenze e reti nei club
Statistiche aggiornate all'8 dicembre 2024.
| Stagione                   | Squadra                    | Campionato                 | Campionato | Campionato | Coppa nazionale | Coppa nazionale | Coppa nazionale | Coppe continentali | Coppe continentali | Coppe continentali | Altre coppe | Altre coppe | Altre coppe | Totale | Totale |
| Stagione                   | Squadra                    | Comp                       | Pres       | Reti       | Comp            | Pres            | Reti            | Comp               | Pres               | Reti               | Comp        | Pres        | Reti        | Pres   | Reti   |
| -------------------------- | -------------------------- | -------------------------- | ---------- | ---------- | --------------- | --------------- | --------------- | ------------------ | ------------------ | ------------------ | ----------- | ----------- | ----------- | ------ | ------ |
| 2013                       | Sanfrecce Hiroshima        | J1                         | 3          | 0          | CG+CdL          | 0               | 0               | ACL                | 2                  | 0                  | -           | -           | -           | 5      | 0      |
| 2014                       | Sanfrecce Hiroshima        | J1                         | 1          | 0          | CG+CdL          | 3+0             | 0               | ACL                | 2                  | 0                  | -           | -           | -           | 6      | 0      |
| lug. 2014                  | J. League U-22             | J3                         | 1          | 0          | -               | -               | -               | -                  | -                  | -                  | -           | -           | -           | 1      | 0      |
| 2015                       | Júbilo Iwata               | J2                         | 33         | 3          | CG              | 1               | 0               | -                  | -                  | -                  | -           | -           | -           | 34     | 3      |
| 2016                       | Júbilo Iwata               | J1                         | 26         | 2          | CG+CdL          | 0+5             | 0               | -                  | -                  | -                  | -           | -           | -           | 31     | 2      |
| 2017                       | Júbilo Iwata               | J1                         | 32         | 4          | CG+CdL          | 3+3             | 0+1             | -                  | -                  | -                  | -           | -           | -           | 38     | 5      |
| Totale Júbilo Iwata        | Totale Júbilo Iwata        | Totale Júbilo Iwata        | 91         | 9          |                 | 12              | 1               |                    | -                  | -                  |             | -           | -           | 103    | 10     |
| 2018                       | Sanfrecce Hiroshima        | J1                         | 33         | 0          | CG+CdL          | 3+5             | 0               | -                  | -                  | -                  | -           | -           | -           | 41     | 0      |
| 2019                       | Sanfrecce Hiroshima        | J1                         | 34         | 3          | CG+CdL          | 1+2             | 0               | ACL                | 5                  | 0                  | -           | -           | -           | 42     | 3      |
| 2020                       | Sanfrecce Hiroshima        | J1                         | 34         | 3          | CdL             | 1               | 0               | -                  | -                  | -                  | -           | -           | -           | 35     | 3      |
| feb.-lug. 2021             | Sanfrecce Hiroshima        | J1                         | 20         | 3          | CG+CdL          | 0+2             | 0               | -                  | -                  | -                  | -           | -           | -           | 22     | 3      |
| 2021-2022                  | Grasshoppers               | SL                         | 34         | 7          | CS              | 2               | 0               | -                  | -                  | -                  | -           | -           | -           | 36     | 7      |
| 2022-2023                  | Grasshoppers               | SL                         | 33         | 9          | CS              | 2               | 0               | -                  | -                  | -                  | -           | -           | -           | 35     | 9      |
| Totale Grasshoppers        | Totale Grasshoppers        | Totale Grasshoppers        | 67         | 16         |                 | 4               | 0               |                    | -                  | -                  |             | -           | -           | 71     | 16     |
| 2023-2024                  | Standard Liegi             | D1                         | 36         | 7          | CB              | 1               | 0               | -                  | -                  | -                  | -           | -           | -           | 37     | 7      |
| ago.-dic. 2024             | Sanfrecce Hiroshima        | J1                         | 13         | 0          | CG+CdL          | 2+2             | 0               | ACL-2              | 2                  | 0                  | -           | -           | -           | 19     | 0      |
| 2025                       | Sanfrecce Hiroshima        | J1                         | 0          | 0          | CG+CdL          | 0               | 0               | ACL                | 0                  | 0                  | -           | -           | -           | 0      | 0      |
| Totale Sanfrecce Hiroshima | Totale Sanfrecce Hiroshima | Totale Sanfrecce Hiroshima | 138        | 9          |                 | 21              | 0               |                    | 11                 | 0                  |             | -           | -           | 170    | 9      |
| Totale carriera            | Totale carriera            | Totale carriera            | 333        | 41         |                 | 38              | 1               |                    | 11                 | 0                  |             | -           | -           | 382    | 42     |

### Cronologia presenze e reti in nazionale
| Cronologia completa delle presenze e delle reti in nazionale ― Giappone | Cronologia completa delle presenze e delle reti in nazionale ― Giappone | Cronologia completa delle presenze e delle reti in nazionale ― Giappone | Cronologia completa delle presenze e delle reti in nazionale ― Giappone | Cronologia completa delle presenze e delle reti in nazionale ― Giappone | Cronologia completa delle presenze e delle reti in nazionale ― Giappone | Cronologia completa delle presenze e delle reti in nazionale ― Giappone | Cronologia completa delle presenze e delle reti in nazionale ― Giappone |
| Data                                                                    | Città                                                                   | In casa                                                                 | Risultato                                                               | Ospiti                                                                  | Competizione                                                            | Reti                                                                    | Note                                                                    |
| ----------------------------------------------------------------------- | ----------------------------------------------------------------------- | ----------------------------------------------------------------------- | ----------------------------------------------------------------------- | ----------------------------------------------------------------------- | ----------------------------------------------------------------------- | ----------------------------------------------------------------------- | ----------------------------------------------------------------------- |
| 25-3-2021                                                               | Yokohama                                                                | Giappone                                                                | 3 – 0                                                                   | Corea del Sud                                                           | Amichevole                                                              | -                                                                       | 86’                                                                     |
| 7-6-2021                                                                | Suita                                                                   | Giappone                                                                | 4 – 1                                                                   | Tagikistan                                                              | Qual. Mondiali 2022                                                     | 1                                                                       |                                                                         |
| 11-6-2021                                                               | Kobe                                                                    | Giappone                                                                | 1 – 0                                                                   | Serbia                                                                  | Amichevole                                                              | -                                                                       | 46’                                                                     |
| 15-6-2021                                                               | Suita                                                                   | Giappone                                                                | 5 – 1                                                                   | Kirghizistan                                                            | Qual. Mondiali 2022                                                     | -                                                                       |                                                                         |
| 15-6-2023                                                               | Toyota                                                                  | Giappone                                                                | 6 – 0                                                                   | El Salvador                                                             | Amichevole                                                              | -                                                                       | 64’                                                                     |
| 13-10-2023                                                              | Niigata                                                                 | Giappone                                                                | 4 – 1                                                                   | Canada                                                                  | Amichevole                                                              | -                                                                       | 72’                                                                     |
| 8-7-2025                                                                | Yongin                                                                  | Giappone                                                                | 6 – 1                                                                   | Hong Kong                                                               | Coppa dell'Asia orientale 2025                                          | -                                                                       | 64’                                                                     |
| 15-7-2025                                                               | Yongin                                                                  | Corea del Sud                                                           | 0 – 1                                                                   | Giappone                                                                | Coppa dell'Asia orientale 2025                                          | -                                                                       | 9’ 77’                                                                  |
| Totale                                                                  |                                                                         | Presenze                                                                | 8                                                                       |                                                                         | Reti                                                                    | 1                                                                       |                                                                         |

## Palmarès

### Club

#### Competizioni nazionali
- Supercoppa del Giappone: 3

Sanfrecce Hiroshima: 2013, 2014, 2025
- Campionato giapponese: 1

Sanfrecce Hiroshima: 2013